# Софка (филм)
Софка је српски и југословенски филм, снимљен 1948. године у режији Радоша Новаковића. Сценарио је написао Александар Вучо, по роману Нечиста крв Боре Станковића.

## Радња
Да би зауставила материјалну пропаст своје породице, Софка, млада и лепа девојка, потпуно уверена у оправданост своје жртве, пристаје да се прода и буде жена, малолетног дванаестогодишњег сина богатог трговца. Одраставши у другом времену, и са потпуно другачијим схватањима, Софкин муж, се не слаже са њеном одлуком, јер не може ни да схвати, а ни да нађе оправдање за њен поступак.

## Улоге
| Глумац             | Улога  |
| ------------------ | ------ |
| Миливоје Живановић | Марко  |
| Вера Греговић      | Софка  |
| Марија Црнобори    | Тодора |
| Томислав Танхофер  | Мита   |
| Мила Димитријевић  | Магда  |
| Марија Таборска    | Стана  |
| Марко Маринковић   | Арса   |
| Раде Марковић      | Томча  |
| Мирко Милисављевић | Тоне   |
| Бранко Ђорђевић    |        |

Комплетна филмска екипа  ▼
| Редитељ                   | Радош Новаковић     |                               |
| Сценариста                | Борисав Станковић   | (новела)                      |
| Сценариста                | Александар Вучо     | (адаптација)                  |
| Композитор                | Стеван Христић      |                               |
| Директор фотографије      | Стеван Мишковић     |                               |
| Mонтажер                  | Маја Лазаров        | (као Маја Рибар)              |
| Сценограф                 | Миомир Денић        |                               |
| Уметнички директор        | Миодраг Николић     |                               |
| Костимограф               | Данка Павловић      |                               |
| Одсек за шминку           | Мирјана Седмаков    | шминкерка                     |
| Одсек за шминку           | Ото Вустрак         | шминкер                       |
| Менаџер продукције        | Мирко Ђорђевић      | директор филма                |
| Менаџер продукције        | Душко Ерцеговић     | организатор                   |
| Менаџер продукције        | Светозар Јанковић   | помоћник организатора         |
| Менаџер продукције        | Миладин Кутлешић    | организатор                   |
| Помоћник режије           | Миодраг Петровић    | помоћник редитеља             |
| Одсек за звук             | Душан Алексић       | тон мајстор                   |
| Специјални ефекти         | Мирослав Радошевић  | трик ефекти сниматељ          |
| Одсек за камеру и расвету | Бранко Блажина      | пратилац камере               |
| Одсек за камеру и расвету | Јован Јовановић     | пратилац камере               |
| Одсек за камеру и расвету | Миодраг Томовић     | техничар за осветљење         |
| Одсек за костим           | Невенка Георгијевић | асистент костимографа         |
| Одсек за костим           | Аница Стаменић      | гардеробер                    |
| Одсек за костим           | Борка Субарановић   | гардеробер                    |
| Одсек за монтажу          | Војислав Бјењаш     | асистент монтажера            |
| Остала екипа              | Александар Херон    | администратор (као Аца Херон) |
| Остала екипа              | Власта Климецка     | секретар режије               |